# Черчс-Феррі (Північна Дакота)
Черчс-Феррі (англ. Churchs Ferry) — місто (англ. city) в США, в окрузі Ремсі штату Північна Дакота. Населення — 9 осіб (2020).

## Географія
Черчс-Феррі розташований за координатами 48°16′7″ пн. ш. 99°11′40″ зх. д. / 48.26861° пн. ш. 99.19444° зх. д. (48.268628, -99.194350).  За даними Бюро перепису населення США в 2010 році місто мало площу 1,11 км², уся площа — суходіл.

## Демографія
Згідно з переписом 2010 року, у місті мешкало 12 осіб у 5 домогосподарствах у складі 5 родин. Густота населення становила 11 осіб/км².  Було 5 помешкань (4/км²).
Расовий склад населення:
| - 100,0 % — білих |

До двох чи більше рас належало 0,0 %. Частка іспаномовних становила 0,0 % від усіх жителів.
За віковим діапазоном населення розподілялося таким чином: 8,3 % — особи молодші 18 років, 91,7 % — особи у віці 18—64 років, 0,0 % — особи у віці 65 років та старші. Медіана віку мешканця становила 48,5 року. На 100 осіб жіночої статі у місті припадало 100,0 чоловіків;  на 100 жінок у віці від 18 років та старших — 83,3 чоловіків також старших 18 років.
Цивільне працевлаштоване населення становило 5 осіб. Основні галузі зайнятості: публічна адміністрація — 60,0 %.